# 派克公寓
派克公寓现名花园公寓，位于上海市黄浦区复兴中路（原名辣斐德路）455号，近淡水路。派克公寓建于1926年，2005年列入第四批上海市优秀历史建筑。

## 历史
派克公寓建于1926年，原为中法实业银行买办朱鲁异家族的产业。公寓为折中主义风格。2005年，派克公寓被列为第四批上海市优秀历史建筑。